# Liste de variétés de pommes

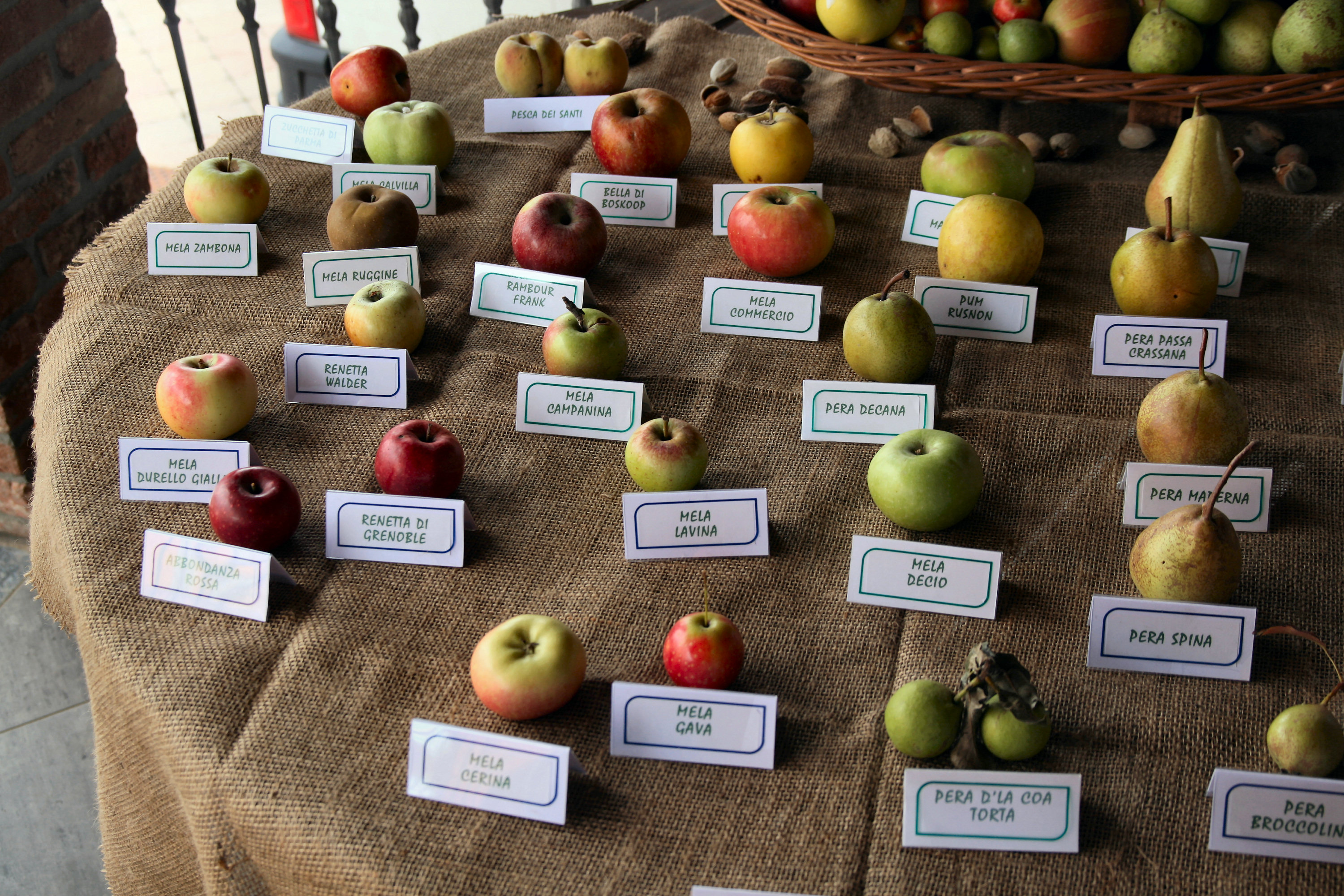
Variétés de pommes.

Il existe plusieurs milliers de variétés de pommes.

## Listes en tableaux
Les tableaux de classification ne contiennent que des données que l'on doit retrouver dans les fiches variétales mais sont parfois plus pratiques quand on ne sait pas bien ce que l'on cherche.
De multiples classements sont possibles :
- par famille d'utilisation (pommes à couteau, à cidre, à cuire) ;
- par date ou groupe de floraison ;
- par susceptibilité aux maladies affectant arbres et fruits, par exemple la tavelure ;
- par généalogie (descendants de Golden Delicious, de Florina…) ;
- par origine géographique, par continent, par pays, par région, par adresse de l'obtenteur ;
- par période de mûrissement (pomme d'été, d'hiver) ;
- par qualités intrinsèques (couleurs de pelure, couleur de chair, rusticité, conservation, etc.).

Le tableau ci-dessous présente différentes variétés de pomme avec leur destination (à couteau, à cuire ou à cidre). Une même variété peut éventuellement se retrouver dans plusieurs catégories.
Si l'on veut éviter de chercher dans plusieurs tableaux les caractéristiques d'une variété particulière, on consulte simplement par exemple la liste alphabétique des cultivars de pommiers domestiques.

### Liste non exhaustive de variétés de pommes
Le tableau ci-dessous liste les variétés à couteau et à cuire. Les variétés à cidre sont listées dans un article dédié.
| Cultivar                                                       | À couteau | À cuire       | À cidre | Floraison      | Maturité                                                 | Conservation                    | Création                   | Origine                                                                                                   |
| -------------------------------------------------------------- | --------- | ------------- | ------- | -------------- | -------------------------------------------------------- | ------------------------------- | -------------------------- | --- |
| Akane                                                          | Oui       |               |         |                |                                                          |                                 |                            | Japon |
| Aldas                                                          |           |               |         |                |                                                          |                                 |                            | Lituanie, Europe                                                                                          |
| Alkmène                                                        | Oui       |               |         | Groupe A       |                                                          |                                 | 1930                       | Allemagne, Europe                                                                                         |
| Angold                                                         | Oui       |               |         |                |                                                          |                                 | avant 1993                 | Horice, République tchèque                                                                                |
| Annurca                                                        | Oui       | Oui           | Non     |                | Septembre                                                |                                 | avant 76 A.D.              | Italie (Campanie)                                                                                         |
| Antarès                                                        | Oui       | Oui           | Non     | -2             | Septembre                                                | 6 mois                          | 1990                       | France (Anjou)                                                                                            |
| Antonovka                                                      |           | Oui           |         |                |                                                          |                                 |                            | Grande Russie                                                                                             |
| Api étoilée                                                    | Oui       | Non           | Non     |                | Janvier                                                  | 7 mois                          | avant XVIe siècle          | Suisse |
| Aport                                                          |           |               |         |                | Septembre - Octobre                                      | Tout l'hiver                    | 1865                       | Almaty, Kazakhstan                                                                                        |
| Argillière                                                     | Oui       | Non           | Non     |                | Septembre                                                | 1 mois                          |                            | France (Nord)                                                                                             |
| Ariane                                                         | Oui       | Oui           |         |                |                                                          |                                 | 1979                       | France |
| Arlet                                                          |           |               |         |                |                                                          |                                 |                            | Suisse |
| Ascahire                                                       | Oui       | Non           | Non     |                | Septembre                                                | 1 mois                          |                            | France |
| Astrakan rouge                                                 | Oui       | Oui           |         |                | Fin juillet                                              |                                 |                            | Russie |
| Autento                                                        |           |               |         |                |                                                          |                                 |                            | France (Malicorne)                                                                                        |
| Azeroli Anisé                                                  | Oui       |               |         |                | Décembre                                                 | 6 mois                          |                            | France (Sud-Ouest)                                                                                        |
| Baguette d'été                                                 | Oui       | Non           | Non     |                | Septembre                                                | 1 mois                          |                            | France |
| Baguette d'hiver                                               | Oui       | Non           | Non     |                | Novembre                                                 | 4 mois                          |                            | France |
| Baguette violette                                              | Oui       | Non           | Non     |                | Octobre                                                  | 1 mois                          |                            | France |
| Belle de Boskoop                                               | Oui       | Oui           |         | −4,            | Octobre                                                  | 6 mois                          | 1856                       | Pays-Bas, Europe                                                                                          |
| Belle de Boskoop rouge                                         | Oui       | Oui           |         |                | Décembre                                                 | 4 mois                          |                            | |
| Belle de Pontoise                                              | Oui       |               |         |                | Janvier                                                  | 5 mois                          |                            | France |
| Belle et bonne                                                 | Oui       | Non           | Non     |                |                                                          |                                 |                            | France |
| Belle fille de la Manche                                       | Oui       |               | Oui     |                |                                                          |                                 |                            | France |
| Belle fille de Salins (Montière, Dimontière)                   |           |               |         |                |                                                          |                                 |                            | France (Nord)                                                                                             |
| Belle fille des Salins                                         | Oui       |               |         |                | Décembre                                                 | 7 mois                          |                            | France (Franche-Comté)                                                                                    |
| Belle-Fille Normande                                           | Oui       |               |         |                | Octobre                                                  |                                 | 1750                       | France (Normandie Seine Maritime)                                                                         |
| Belle fleur d'Argonne                                          | Oui       | Non           | Non     |                | Décembre                                                 | 5 mois                          |                            | France |
| Belle fleur double                                             | Oui       | Non           | Non     |                | Octobre                                                  | 2 mois                          |                            | France |
| Belle fleur jaune                                              | Oui       | Oui           | Oui     | C              | Mi-Octobre                                               | 5 mois                          |                            | Basse-Normandie                                                                                           |
| Bénédictin (Reinette Normande)                                 | Oui       | Oui           | Non     |                | Octobre                                                  | 2 mois                          |                            | France (Normandie Seine Maritime, Jumièges)                                                               |
| Berlepsch                                                      | Oui       |               |         |                |                                                          |                                 | 1880                       | Allemagne                                                                                                 |
| Blanc vert                                                     | Oui       | Non           | Non     |                |                                                          |                                 |                            | France |
| Blenheim Orange                                                | Oui       | Oui           |         |                | début octobre                                            | Décembre                        | vers 1740                  | Angleterre                                                                                                |
| Bon père                                                       | Oui       | Non           | Non     |                | Octobre                                                  | 2 mois                          |                            | France (Normandie : Pays d'Ouche et Sud du Pays d'Auge)                                                   |
| Borowitsky                                                     | Oui       | Non           | Non     | −8,            | Fin juillet                                              | < 1 mois                        | 1700                       | Russie |
| Bouscasse de Brès (Jeannette des Cévennes, Marie de Brès)      | Oui       | Oui           | Oui     |                | Octobre                                                  | 5 mois                          |                            | France (Cévennes)                                                                                         |
| Bouvière                                                       | Oui       | Non           | Non     |                |                                                          |                                 |                            | France |
| Braeburn                                                       | Oui       | Non           | Non     | +6,            |                                                          |                                 | 1950                       | Nouvelle-Zélande                                                                                          |
| Bramley's seedling                                             | Non       | Oui           | Non     | +0,            | Novembre                                                 | 5 mois                          | 1809                       | Angleterre (Nottinghamshire)                                                                              |
| Brite Gold                                                     | Oui       |               |         |                | mi-septembre                                             | un bon mois                     |                            | Ontario                                                                                                   |
| Brown's seedling                                               |           |               |         |                |                                                          |                                 |                            | France |
| Cabarette ou pomme de banane                                   | Oui       | Non           | Oui     |                | Tardive                                                  |                                 |                            | France (Nord)                                                                                             |
| Cabassou                                                       | Oui       |               |         |                | Décembre                                                 | 5 mois                          |                            | France |
| Cabusse                                                        |           |               |         |                |                                                          |                                 |                            | France (Cévennes)                                                                                         |
| Cagarlaou                                                      |           |               |         |                |                                                          |                                 |                            | France (Cévennes)                                                                                         |
| Calville                                                       |           |               |         |                |                                                          |                                 |                            | France |
| Calville blanc d'hiver                                         | Oui       | Non           | Non     |                | Décembre à avril                                         | 6                               | XVIe siècle (attesté 1628) | France ou Allemagne                                                                                       |
| Calville d'août                                                | Oui       | Oui           | Non     |                | Août septembre                                           |                                 | 1925                       | France |
| Calville d'Oullins                                             | Oui       |               |         |                | Octobre                                                  | 4 mois                          | ~1850                      | France (Rhône-Alpes)                                                                                      |
| Calville rouge d'automne (Framboise d'Oberland)                | Oui       |               |         |                | Septembre                                                | 4 mois                          | 1771                       | Hollande                                                                                                  |
| Calville rouge d'été                                           | Oui       |               |         |                | Août                                                     |                                 |                            | ND |
| Calville rouge d'hiver                                         | Oui       |               |         |                | Décembre à mars                                          | 5 mois                          | ~1600                      | France |
| Calville Saint-Sauveur                                         |           | Oui           |         |                | Octobre                                                  | 3 à 6 mois                      |                            | France (Picardie Oise)                                                                                    |
| Calypso                                                        | Oui       |               |         |                |                                                          |                                 | vers 2000                  | Suisse |
| Carola                                                         |           |               |         |                |                                                          |                                 |                            | ND |
| Celeste deltana                                                | Oui       |               |         |                |                                                          |                                 | 2010                       | France |
| Cellini                                                        | Oui       | Non           | Non     |                |                                                          |                                 |                            | France |
| Chailleux Drap d'or                                            | Oui       |               | Oui     |                | Octobre                                                  | 3 à 6 mois                      |                            | France, (Morbihan) , Questembert                                                                          |
| Chantecler (Belchard)                                          | Oui       | Oui           |         |                | Octobre                                                  |                                 |                            | France (Sud-Ouest)                                                                                        |
| Charles Ross                                                   | Oui       | Oui           | Oui     | Groupe B       |                                                          |                                 | 1890                       | Berkshire, Angleterre                                                                                     |
| Châtaignier                                                    | Oui       | Oui           |         |                | Décembre à mars                                          | 5 mois                          | Avant 1200                 | France (Normandie)                                                                                        |
| Châtaignier du Loiret                                          |           |               |         |                |                                                          |                                 |                            | France |
| Châtaignier du Marais Vernier ou Belle josephine               | Oui       | Oui           |         |                | Octobre                                                  | 6 mois                          |                            | France (Normandie)                                                                                        |
| Châtaignier du Mesnil                                          | Oui       |               |         |                | Janvier                                                  | 6 mois                          |                            | France |
| Châtaignier tendre                                             | Oui       |               |         |                |                                                          |                                 |                            | France |
| Choupette                                                      | Oui       | Oui           | Non     |                | Octobre                                                  | 8 mois                          | semis 1986                 | France (Val de Loire)                                                                                     |
| Circe                                                          | Oui       |               |         |                |                                                          |                                 | vers 2000                  | Suisse |
| Claque Pépin                                                   | Oui       | Oui           | Oui     |                | Octobre                                                  |                                 |                            | France (Normandie) Pays d'Auge                                                                            |
| Clivia                                                         | Oui       |               |         |                |                                                          |                                 | 1930                       | Brandebourg, Allemagne                                                                                    |
| Cloche                                                         | Oui       | Oui           | Oui     |                | Janvier                                                  | 8 mois                          |                            | incertaine: Basse Elbe, France ou Suisse                                                                  |
| Colapuy                                                        | Oui       | Non           | Oui     |                |                                                          |                                 | 1860                       | Crimée |
| Collina                                                        | Oui       | Non           | Non     |                | début août                                               |                                 |                            | Eckelrade, Hollande, Europe                                                                               |
| Colonel Yate                                                   |           |               |         |                |                                                          |                                 |                            | France |
| Constance                                                      |           |               |         |                |                                                          |                                 |                            | États-Unis                                                                                                |
| Coquette (Blanche d'Espagne)                                   | Oui       |               |         |                | Tardif                                                   | Bonne conservation              |                            | France (Conflent)                                                                                         |
| Court-Pendu                                                    | Oui       | Non           | Non     | 8/04 (2 au 26) | Novembre                                                 | 6 mois                          | ~1400                      | France (Normandie)                                                                                        |
| Cox's Orange Pippin                                            | Oui       | Non           | Non     | −1,            | Octobre                                                  | 5 mois                          | 1825                       | Angleterre                                                                                                |
| Cripps Pink                                                    | Oui       | Non           | Non     |                |                                                          |                                 | 1973                       | Australie                                                                                                 |
| Curé du Bray                                                   | Oui       |               |         |                |                                                          |                                 |                            | |
| Cybele delrouval                                               | Oui       |               |         |                |                                                          |                                 |                            | France |
| Discovery                                                      | Oui       | Non           | Non     | +3,            | Septembre                                                |                                 | 1949                       | Pays-Bas                                                                                                  |
| Diva                                                           | Oui       | Non           | Oui     |                |                                                          |                                 |                            | Canada |
| Delcorf (Delbarestivale)                                       | Oui       |               |         |                |                                                          |                                 | 1960                       | France (Malicorne)                                                                                        |
| Delbardivine delfloga                                          | Oui       |               |         | +4             | Début octobre                                            | Début mars                      | 2008                       | France |
| Jubilé delgollune                                              | Oui       |               |         |                |                                                          |                                 |                            | France (Malicorne)                                                                                        |
| Delflopion                                                     | Oui       |               |         |                | fin août                                                 |                                 |                            | France |
| Delbartardive deljorom                                         | Oui       |               |         |                |                                                          |                                 |                            | France |
| Delorina (Harmonie)                                            | Oui       |               |         |                |                                                          |                                 | 1995                       | France (Malicorne)                                                                                        |
| Delprivale (Pomme des Moissons)                                | Oui       |               |         |                |                                                          |                                 | 1960                       | France (Malicorne)                                                                                        |
| Double Bon Pommier                                             | Oui       | Non           | Non     |                | Septembre                                                |                                 |                            | France |
| Double bon pommier rouge                                       | Oui       | Non           | Non     |                |                                                          |                                 |                            | France |
| Doucette                                                       |           |               |         |                |                                                          |                                 |                            | France (Cévennes)                                                                                         |
| Doux Corier                                                    | Non       | Non           | Oui     |                |                                                          |                                 |                            | France |
| Douzandin                                                      | Non       | Non           | Oui     |                |                                                          |                                 |                            | France |
| Drap d'or Chailleux                                            | Oui       |               | Oui     |                | Octobre                                                  | 3 à 6 mois                      |                            | France (Morbihan), Questembert                                                                            |
| Écarlate d'hiver                                               | Oui       | Oui           | Non     |                |                                                          |                                 | avant 1670                 | ? |
| Fenouillet Gris                                                | Oui       | Non           | Non     |                | Décembre                                                 | 6 mois                          | XVIe siècle                | France |
| Florina                                                        | Oui       | Oui           |         |                |                                                          | 4 mois                          | 1977                       | France |
| Ecolette                                                       | Oui       | Non           | Non     | Groupe D : ND  | fin septembre                                            | début décembre                  |                            | Wageningen, Pays-Bas, Europe                                                                              |
| Elstar                                                         | Oui       | Non           | Non     | +3,            | Septembre                                                |                                 | 1972                       | Pays-Bas, Europe                                                                                          |
| Enterprise                                                     | Oui       |               |         |                |                                                          |                                 |                            | États-Unis                                                                                                |
| Era                                                            | Oui       |               |         |                |                                                          |                                 | vers 2000                  | Suisse |
| Fameuse                                                        |           |               |         |                |                                                          |                                 | 1730                       | Canada |
| Freedom                                                        | Oui       |               |         |                |                                                          | Janvier                         | 1958                       | Geneva, États-Unis                                                                                        |
| Fuji                                                           | Oui       | Non           | Non     | +0,            | Octobre                                                  | 6 mois                          | 1939                       | Japon |
| Gala                                                           | Oui       | Non           | Non     |                |                                                          |                                 | 1920                       | Nouvelle-Zélande                                                                                          |
| Gaillarde                                                      | Oui       | Non           | Non     |                | Fin octobre                                              | 4 mois                          |                            | France |
| Galeuse                                                        | Oui       | Oui           | Oui     |                |                                                          |                                 |                            | France (Finistère)                                                                                        |
| George Cave                                                    | Oui       |               | Non     |                | Fin juillet                                              |                                 |                            | |
| Golchard                                                       | Oui       | Non           | Non     |                | Septembre                                                | 3 mois                          |                            | France |
| Gosselet                                                       | Oui       | Non           | Non     |                |                                                          |                                 |                            | France |
| Gradirose                                                      |           |               |         |                | Septembre                                                | 4 mois                          | Grard                      | France |
| Gradiyel                                                       |           |               |         |                | Octobre                                                  | 6 mois                          | Grard                      | France |
| Grifer                                                         |           |               |         |                |                                                          |                                 |                            | France |
| Gris Baudet                                                    | Oui       | Oui           | Non     |                | Décembre                                                 |                                 |                            | France |
| Gris brabant                                                   | Oui       | Non           | Non     |                | Décembre                                                 | 4 mois                          |                            | France |
| Gros locard                                                    |           |               |         |                |                                                          |                                 |                            | France |
| Gros locard Jaune                                              | Oui       | Oui           | Non     |                | Octobre                                                  | 3 mois                          | 1830                       | France (Sarthe)                                                                                           |
| Gros Pigeonnet                                                 | Oui       | Non           | Non     |                |                                                          |                                 |                            | France |
| Gueule de mouton                                               | Oui       | Non           | Non     |                | Janvier                                                  | 6 mois                          |                            | France |
| Geheimrat Doktor Oldenburg                                     | Oui       | Non           | Non     |                |                                                          |                                 | 1897                       | Allemagne, Europe                                                                                         |
| Ginger Gold (Gingembre d'or)                                   | Oui       | Oui           | Non     |                | Août en Amérique, septembre au Canada ou en Angleterre   |                                 | 1968                       | États-Unis (Virginie)                                                                                     |
| Gloster 69                                                     | Oui       | Non           | Non     | Groupe E : +5  | Octobre                                                  | 3 mois                          | 1969                       | Allemagne                                                                                                 |
| Goldrush                                                       | Oui       | Non           | Non     | Groupe D : +2  |                                                          | 7 mois                          | 1980                       | USA |
| Golden Delicious                                               | Oui       |               |         | +0,            |                                                          |                                 | 1890                       | USA (Virginie-Occidentale)                                                                                |
| Golden Noble                                                   |           | Oui           | Oui     |                |                                                          |                                 | 1866                       | Angleterre                                                                                                |
| Golden Orange                                                  | Oui       | Non           | Non     |                |                                                          |                                 | 1979                       | Trente, Italie                                                                                            |
| Grand Alexandre                                                | Oui       | Oui           | Non     | −2,            | Septembre                                                | 2 mois                          | 1700                       | Ukraine                                                                                                   |
| Granny Smith                                                   | Oui       | Non           | Non     | −2,            | Janvier                                                  |                                 | 1868                       | Australie                                                                                                 |
| Gravenstein                                                    | Oui       | Oui           |         |                | Août-septembre                                           | Octobre                         | Ancienne                   | Graasten, Danemark                                                                                        |
| HoneyCrunch                                                    | Oui       | Non           | Non     |                |                                                          |                                 | 1991                       | États-Unis (Minnesota)                                                                                    |
| Harry Pring                                                    |           |               |         |                |                                                          |                                 |                            | France |
| Henri Dumont                                                   | Oui       | Non           | Non     |                | Novembre                                                 |                                 |                            | France |
| Huit cotes                                                     | Oui       | Non           | Non     |                | Octobre                                                  | 2 mois                          |                            | France |
| Idared                                                         | Oui       | Non           | Non     |                |                                                          |                                 | 1935                       | Moscow, Idaho États-Unis                                                                                  |
| Jaune beurre                                                   | Oui       | Oui           | Non     |                | novembre-octobre                                         | 10 mois                         |                            | |
| Jerseymac                                                      | Oui       | Non           | Non     |                | (Variété de pommes hâtive) D'Août à mi-septembre         | 6 semaines                      | 1972                       | (Ville) New Jersey, (État du) New Jersey États-Unis                                                       |
| Jacques Lebel                                                  | Oui       | Oui           | Oui     |                | Septembre                                                |                                 | 1825                       | France (Somme)                                                                                            |
| Jacquin                                                        |           |               |         |                |                                                          |                                 |                            | France |
| Juliet                                                         |           |               |         |                |                                                          |                                 |                            | États-Unis                                                                                                |
| Jolana                                                         |           |               |         |                |                                                          |                                 |                            | Tchéquie                                                                                                  |
| Jonafree                                                       |           |               |         |                |                                                          |                                 |                            | USA |
| Jonagold                                                       | Oui       | Oui           | Non     | +1,            | Octobre en Amérique, novembre en Europe                  | 7 mois                          | 1943                       | États-Unis                                                                                                |
| Jonagored                                                      |           |               |         |                |                                                          |                                 |                            | ND |
| Kaiser Wilhelm                                                 |           |               |         |                |                                                          |                                 | avant 1800                 | Allemagne, Witzhelden (Bergisches Land)                                                                   |
| Kanzi (Nicoter)                                                | Oui       |               |         |                |                                                          |                                 |                            | Belgique, Europe                                                                                          |
| Karneval                                                       | Oui       |               |         |                |                                                          |                                 |                            | Europe |
| Katja                                                          | Oui       |               |         |                |                                                          |                                 | 1947                       | Balsgård, Suède, Europe                                                                                   |
| Katka                                                          | Oui       |               |         |                |                                                          |                                 | 1990                       | Europe |
| Kidd's Orange Red                                              | Oui       |               |         |                | Septembre-octobre                                        | Novembre-janvier                | 1924                       | Greytown, Nouvelle-Zélande                                                                                |
| Lady Hamilton                                                  |           |               |         |                |                                                          |                                 |                            | France |
| Lady Williams                                                  |           |               |         |                |                                                          |                                 |                            | France |
| Lanscailler                                                    | Oui       | Non           | Non     |                | Janvier                                                  | 5 mois                          |                            | France (Nord)                                                                                             |
| Le Coudic (Saint-Michel)                                       |           |               |         |                |                                                          |                                 |                            | France (Sud-Ouest)                                                                                        |
| Locard Blanc                                                   |           | Oui           | Oui     |                |                                                          |                                 |                            | France |
| Locard Rouge                                                   |           | Oui           | Oui     |                |                                                          |                                 |                            | France |
| Longue queue                                                   | Oui       | Non           | Non     |                |                                                          |                                 |                            | France |
| Lobo                                                           | Oui       | Non           | Non     | −3,            |                                                          |                                 | 1898                       | Canada |
| Lord Lambourne                                                 | Oui       | Non           | Non     |                |                                                          |                                 | 1907                       | Angleterre                                                                                                |
| Luna                                                           | Oui       |               |         |                |                                                          |                                 |                            | Tchéquie, Europe                                                                                          |
| Maigold                                                        |           |               |         |                | Octobre                                                  | Longue                          | 1964                       | Suisse |
| Marie Doudou                                                   | Oui       | Non           | Non     |                |                                                          |                                 |                            | France |
| Melrose                                                        | Oui       | Non           | Non     |                | Décembre                                                 | 5 mois                          |                            | France |
| Museau de Lièvre Blanc                                         | Oui       | Non           | Non     |                | Mi-septembre                                             |                                 |                            | France |
| Museau de Lièvre Rouge                                         | Oui       | Non           | Non     |                |                                                          |                                 |                            | France |
| Nationale (Cusset rouge)                                       | Oui       | Non           | Non     |                | Decembre                                                 | 5 mois                          | 1871                       | France (Rhône)                                                                                            |
| Merlijn                                                        | Oui       |               |         |                |                                                          |                                 |                            | Belgique                                                                                                  |
| McIntosh                                                       | Oui       | Oui (compote) | Non     | −5,            |                                                          |                                 | 1811                       | Canada |
| Modi                                                           | Oui       |               |         |                |                                                          |                                 |                            | Europe |
| Northen Greening                                               | Non       | Oui           |         |                |                                                          |                                 | XVIIIe siècle              | Angleterre                                                                                                |
| Ontario                                                        |           | Oui           | Oui     |                | janvier                                                  | 9/10 mois                       |                            | Canada |
| Opal                                                           | Oui       |               |         |                |                                                          |                                 |                            | Tchéquie, Europe                                                                                          |
| Sans Pareil de Peasgood                                        | Oui       | Oui           | Non     | −1,            |                                                          |                                 | 1853                       | Angleterre                                                                                                |
| Pohorka                                                        | Oui       |               |         | Groupe C       | en octobre                                               | jusque juin                     | 1960                       | Slovénie, Europe                                                                                          |
| Orange suisse                                                  |           |               |         |                | Mi-octobre                                               | 2 mois                          |                            | France (Alsace)                                                                                           |
| Orge pépin                                                     |           |               |         |                | Septembre                                                |                                 |                            | France (Bretagne)                                                                                         |
| Patte de loup                                                  | oui       |               |         |                | Novembre                                                 | 6 mois                          |                            | France (Maine-et-Loire)                                                                                   |
| Pay Bou (Usta goria)                                           |           |               |         |                |                                                          |                                 |                            | France (Sud-Ouest)                                                                                        |
| Petit Hôpital                                                  | Oui       | Oui           |         |                | janvier                                                  | 5 mois                          |                            | France (Normandie)                                                                                        |
| Pigeonnet                                                      | Oui       | Non           | Non     |                |                                                          |                                 |                            | France |
| Pigeonnet de Rouen                                             | Oui       | Oui           |         |                | Octobre                                                  | 4 mois                          | Avant 1755                 | France (Normandie) Rouen                                                                                  |
| Pineau                                                         |           |               |         |                |                                                          |                                 |                            | France (Sud-Ouest)                                                                                        |
| Piochon                                                        | Non       | Oui           | Oui     |                | Novembre                                                 | 6 mois                          | ND                         | France (Auvergne)                                                                                         |
| Pomme à côtes                                                  | Oui       | Non           | Non     |                |                                                          |                                 |                            | France |
| Armagnac                                                       | Non       | Non           | Oui     |                |                                                          |                                 |                            | France |
| Beurrière                                                      | Non       | Oui           | Non     |                |                                                          |                                 |                            | France |
| Bismarck                                                       | Oui       | Non           | Non     |                |                                                          |                                 |                            | France |
| Bondon                                                         |           |               |         |                |                                                          |                                 |                            | France |
| Clochard                                                       | Oui       | Non           | Non     |                |                                                          | 6 mois                          |                            | France (Deux-Sèvres), Parthenay                                                                           |
| Coupette                                                       | Non       | Oui           | Non     |                |                                                          |                                 |                            | France |
| Curé                                                           | Oui       | Oui           | Non     |                | Décembre                                                 | 5 mois                          |                            | France (Normandie Seine-Maritime)                                                                         |
| Pomme d'Api                                                    |           |               |         |                |                                                          |                                 | 1600                       | France |
| Pomme d'Eclat                                                  | Oui       | Oui           | Non     |                | Octobre                                                  | 3 mois                          | très ancien                | France (Normandie)                                                                                        |
| Pomme de Fer                                                   | Oui       |               | Non     |                | Octobre                                                  | 10 mois                         |                            | |
| Pomme de Geai                                                  | Oui       | Oui           | Non     |                |                                                          | 7 mois                          |                            | France (Normandie Seine-Maritime)                                                                         |
| Pomme de Rever                                                 |           |               |         |                | Octobre                                                  | 10 mois                         |                            | France (Dol-de-Bretagne, importée au Marais-Vernier en 1873)                                              |
| Pomme de Risoul                                                |           |               |         |                |                                                          |                                 |                            | France (Sud-Est)                                                                                          |
| Pomme de Sore                                                  |           |               |         |                |                                                          |                                 |                            | France (Sud-Ouest)                                                                                        |
| Pomme d'enfer                                                  |           |               |         |                |                                                          |                                 |                            | France (Sud-Ouest)                                                                                        |
| Pomme Dieu                                                     |           |               |         |                |                                                          |                                 |                            | France (Sud-Ouest)                                                                                        |
| Pomme Figuier                                                  | Non       | Oui           | Oui     |                | Novembre                                                 | 10 mois                         | ND                         | France (Auvergne, Allier) Le Vernet                                                                       |
| Pomme du Limousin                                              | Non       | Non           |         |                |                                                          |                                 |                            | France (Limousin) AOC                                                                                     |
| Marais                                                         | Non       | Oui           | Non     |                |                                                          |                                 |                            | France |
| Pomme raisin Sauergrauech                                      | Oui       | Oui           | Oui     |                | Fin septembre                                            |                                 | ~1830                      | Suisse (Canton de Berne)                                                                                  |
| Ravaillac                                                      |           |               |         |                |                                                          |                                 |                            | France |
| Pomme Sauvage                                                  |           |               |         |                |                                                          |                                 |                            | France |
| Tentation delblush                                             |           |               |         |                |                                                          |                                 | 1979                       | France |
| The Queen                                                      | Non       | Oui           | Non     |                |                                                          |                                 |                            | France |
| Précoce de Wirwignes                                           | Oui       | Non           | Non     |                |                                                          |                                 |                            | France |
| Précoce du nivot                                               | Oui       |               | non     |                | Septembre                                                | 3 mois                          |                            | France |
| Empire                                                         | Oui       | Non           | Non     |                | Septembre                                                | 11 mois                         | 1966                       | États-Unis (New York)                                                                                     |
| Rambo                                                          |           |               |         |                |                                                          |                                 |                            | États-Unis                                                                                                |
| Priam                                                          |           |               |         |                |                                                          |                                 |                            | États-Unis                                                                                                |
| Prince Albert de Prusse                                        | Non       | Oui           | Oui     | Groupe C-D     |                                                          |                                 | 1865                       | Kamenz, Saxe, Allemagne, Europe                                                                           |
| Quarantaine d'hiver                                            | Oui       | Non           | Non     |                |                                                          |                                 |                            | France |
| Racine blanche de l'Allier                                     | Oui       | Oui           | Non     |                | Octobre                                                  | 4 mois                          | ND                         | France (Auvergne)                                                                                         |
| Rambour rouge = Rambour d'hiver                                | Non       | Oui           | Non     |                |                                                          |                                 | 1628                       | Basse-Lotharingie (France, etc.)                                                                          |
| Rambour                                                        | Non       | Oui           | Non     |                |                                                          |                                 |                            | France |
| Rajka                                                          | Oui       |               | Non     | Groupe D : +1  |                                                          |                                 |                            | Tchéquie                                                                                                  |
| Rambour d'été                                                  | Oui       | Oui           |         |                |                                                          |                                 | citée en 1535              | Rambures (Picardie)                                                                                       |
| Rambour d'hiver                                                | Oui       | Oui           |         |                |                                                          |                                 | citée en 1628              | Rambures (Picardie)                                                                                       |
| Reanda                                                         | Oui       |               |         |                |                                                          |                                 |                            | Dresde, Place Pillnitzer, Allemagne, Europe                                                               |
| Rebella                                                        | Oui       |               |         |                |                                                          |                                 |                            | Dresde, Place Pillnitzer, Allemagne, Europe.                                                              |
| Recolor                                                        | Oui       |               |         |                |                                                          |                                 |                            | Dresde, Place Pillnitzer, Allemagne, Europe.                                                              |
| Red Delicious                                                  | Oui       |               | Non     | 0              |                                                          |                                 | 1870                       | USA |
| Red Devil                                                      | Oui       |               |         |                |                                                          |                                 |                            | ND |
| Red Prince                                                     | Oui       | Oui           |         |                |                                                          | 9 mois                          | 1994                       | Weert, Pays-Bas                                                                                           |
| Red Windsor                                                    | Oui       |               |         | Groupe A       | septembre                                                | courte                          | 1985                       | Angleterre                                                                                                |
| Redlove Calypso                                                | Oui       |               |         |                |                                                          |                                 |                            | Suisse |
| Redlove Circe                                                  | Oui       |               |         |                |                                                          |                                 |                            | Suisse |
| Redlove Era                                                    | Oui       |               |         |                |                                                          |                                 |                            | Suisse |
| Redlove Sirena                                                 | Oui       |               |         |                |                                                          |                                 |                            | Suisse |
| Red Topaz                                                      | Oui       |               |         |                |                                                          |                                 |                            | Tchéquie, Europe                                                                                          |
| Regine                                                         | Oui       |               |         |                |                                                          |                                 |                            | Dresde-Pillnitz, Allemagne, Europe.                                                                       |
| Reglindis                                                      | Oui       |               |         |                |                                                          |                                 |                            | Dresde-Pillnitz, Allemagne, Europe.                                                                       |
| Reinette blanche de Beussent                                   | Oui       | Non           | Non     |                |                                                          |                                 |                            | France |
| Reinette blanche de Biozat                                     | Oui       | Oui           | Non     |                | Novembre                                                 | 5 mois                          | ND                         | France (Auvergne, Allier), Biozat                                                                         |
| Reinette blanche du Canada                                     | Oui       |               | Non     |                | Décembre                                                 | 6 mois                          |                            | |
| Reinette d'Ambourn, Reinette d'Ambourne ou Reinette d'Amboulne | Oui       | Oui           | Non     | −20,           | Janvier                                                  | 12 mois en conditions optimales | >XVIIe siècle              | France (Aveyron sud. Moyenne vallée du Durzon jusqu'à sa confluence avec la moyenne vallée de la Dourbie) |
| Reinette d'Armorique                                           | Non       | Oui           | Non     |                | Janvier à juin                                           | 8 mois                          |                            | France |
| Reinette de Bayeux                                             | Oui       | Oui           | Non     |                |                                                          |                                 |                            | France (Normandie)                                                                                        |
| Reinette de Bailleul Gros Hôpital                              | Oui       | Oui           | Non     |                |                                                          | 4 mois                          |                            | France (Normandie Seine-Maritime)                                                                         |
| Reinette de Bihorel                                            | Oui       | Oui           | Non     |                |                                                          |                                 | 1859                       | France (Normandie Rouen)                                                                                  |
| Reinette de Caen                                               | Oui       | Oui           | Non     |                |                                                          | 4 mois                          |                            | France (Normandie)                                                                                        |
| Reinette de Dieppedalle                                        | Oui       | Non           | Non     |                |                                                          |                                 |                            | France (Normandie Rouen)                                                                                  |
| Reinette de Champagne                                          |           |               |         |                | Décembre à avril                                         | 6                               |                            | Suisse/France (Alsace)                                                                                    |
| Reinette de Flandre                                            | Oui       | Non           | Non     |                | Octobre à décembre                                       | 2                               |                            | France |
| Reinette de France                                             | Oui       | Non           | Non     |                | Décembre à avril                                         | 6                               |                            | France (Nord)                                                                                             |
| Reinette de Fugélan                                            | Oui       | Non           | Non     |                | Octobre à décembre                                       | 2                               |                            | France (Nord)                                                                                             |
| Reinette de Granville                                          | Non       | Oui           | Non     |                | Octobre à décembre                                       | 2                               |                            | France (Normandie)                                                                                        |
| Reinette de Savoie                                             |           |               |         |                |                                                          |                                 |                            | France (Nord)                                                                                             |
| Reinette des Capucins                                          | Oui       | Non           | Non     |                |                                                          |                                 |                            | France (Nord)                                                                                             |
| Reinette Descardre                                             | Oui       | Non           | Non     |                |                                                          |                                 |                            | France |
| Reinette dorée de Blenheim                                     |           |               |         |                |                                                          |                                 |                            | France (Alsace)                                                                                           |
| Reinette du Mans                                               | Oui       | Oui           | Non     |                | (octobre) janvier                                        | 10 mois                         |                            | France |
| Reinette du Neubourg                                           | Oui       | Oui           | Non     |                |                                                          |                                 |                            | France (Normandie)                                                                                        |
| Reinette de Paris                                              | Oui       | Oui           | Non     |                |                                                          |                                 |                            | France |
| Reinette de Rouen                                              | Non       | Oui           | Non     |                |                                                          |                                 |                            | France (Normandie)                                                                                        |
| Reinette étoilée                                               | Oui       | Non           | Non     |                |                                                          |                                 |                            | France |
| Reinette franche                                               | Oui       | Oui           | Non     |                |                                                          |                                 | 1500                       | France (Normandie)                                                                                        |
| Reinette grise de Pontoise                                     | Non       | Oui           | Non     |                |                                                          |                                 |                            | France |
| Reinette grise de Saintonge                                    | Non       | Oui           | Non     |                | Décembre à avril                                         |                                 |                            | France |
| Reinette grise du Canada                                       | Oui       | Oui           | Non     |                | Décembre                                                 | 6 mois                          | 1805                       | France |
| Reinette Normande (Bénédictin)                                 | Oui       | Oui           | Non     |                | Octobre                                                  | 2 mois                          |                            | France (Normandie Seine-Maritime) , Jumièges                                                              |
| Reinette rouge Parmentier                                      | Oui       | Non           | Non     |                |                                                          |                                 |                            | France |
| Reinette verte de Mende                                        |           |               |         |                |                                                          |                                 |                            | France (Cévennes)                                                                                         |
| Richard                                                        | Oui       | Oui           | Non     |                | Octobre                                                  |                                 | avant XIe siècle           | France (Normandie)                                                                                        |
| Rose de Berne                                                  |           |               |         |                | Fin septembre-janvier                                    | tout l’hiver                    | 1870                       | Suisse (Oppligen, Canton de Berne)                                                                        |
| Rouget de Born                                                 | oui       |               | oui     |                | octobre                                                  | 5 à 6 mois                      |                            | France (Cévennes)                                                                                         |
| Rouvezeau                                                      |           |               |         |                |                                                          |                                 |                            | France |
| Sang de bœuf                                                   | Oui       | Non           | Non     |                |                                                          |                                 |                            | France |
| Six côtes                                                      | Oui       | Non           | Non     |                |                                                          |                                 |                            | France |
| Reine des reinettes                                            | Oui       | Oui           | Non     | comme Golden   | Mi-août à septembre                                      | 1                               | 1770                       | Pays-Bas, Europe                                                                                          |
| Reinette Ananas                                                | Oui       | Oui           | Non     |                |                                                          |                                 | 1821                       | Hollande                                                                                                  |
| Reinette de Caux                                               | Oui       | Non           | Non     |                | Décembre à avril                                         | 6                               | (1821)                     | Hollande (puis France Normandie)                                                                          |
| Reinette de Landsberg                                          | Oui       | Oui           |         |                |                                                          |                                 |                            | Europe |
| Reinette Newtown                                               | Oui       | Oui           | Oui     |                | octobre en Amérique, peu plus tôt en Europe (3 semaines) | 8 mois                          | 1759                       | États-Unis (New York)                                                                                     |
| Remo                                                           | Oui       |               |         |                |                                                          |                                 |                            | Dresde-Pillnitz, Allemagne, Europe                                                                        |
| Rene                                                           | Oui       |               |         |                |                                                          |                                 |                            | Dresde-Pillnitz, Allemagne, Europe                                                                        |
| Rewena                                                         | Oui       |               |         |                |                                                          |                                 | 1991                       | Dresde, Place Pillnitzer, Allemagne, Europe                                                               |
| Rhode Island Greening                                          | Non       | Oui           | Oui     |                | Octobre                                                  | 5 mois                          | c. 1650                    | États-Unis                                                                                                |
| Ribston Pippin                                                 | Oui       |               |         |                |                                                          |                                 |                            | Angleterre, Europe                                                                                        |
| Rosana                                                         |           |               |         |                |                                                          |                                 | 1990                       | Tchéquie, Europe                                                                                          |
| Roter Berlepsch                                                | Oui       |               |         |                |                                                          |                                 |                            | Allemagne                                                                                                 |
| Roter Eiserapfel                                               | Oui       |               |         |                |                                                          | décembre à juin                 | vers 1600                  | Allemagne, Europe                                                                                         |
| Rozela                                                         | Oui       |               |         |                |                                                          |                                 |                            | Tchéquie, Europe                                                                                          |
| Roxbury Russet                                                 | Oui       | Oui           | Oui     |                | Fin septembre en Amérique, octobre en Europe             | 6 mois                          | 1640                       | États-Unis (Boston, Massachusetts)                                                                        |
| RubisGold,                                                     | Oui       | Oui           |         |                | Septembre                                                | 8 mois                          | 2011                       | France |
| Rubinola                                                       |           |               |         |                |                                                          |                                 | 1980                       | République tchèque, Europe                                                                                |
| Rubinstar                                                      |           |               |         |                |                                                          |                                 |                            | ND |
| Sampion                                                        | Oui       |               |         |                |                                                          |                                 |                            | République tchèque                                                                                        |
| Santana                                                        | Oui       |               |         | Groupe D : 0   |                                                          |                                 | 1978                       | Wageningen, Pays-Bas, Europe                                                                              |
| Saturn                                                         | Oui       |               |         | Groupe C : ND  |                                                          | fin janvier                     | 1978                       | Kent, Grande-Bretagne, Europe                                                                             |
| Sirena                                                         | Oui       |               |         |                |                                                          |                                 | vers 2000                  | Suisse |
| Spartan                                                        | Oui       | Oui           | Non     |                |                                                          |                                 | 1926                       | Canada (Colombie-Britannique)                                                                             |
| Tapon                                                          | Non       | Oui           | Oui     |                | Novembre                                                 | 6 mois                          | ND                         | France (Auvergne)                                                                                         |
| Teint frais                                                    |           | Oui           |         |                | Octobre                                                  | 4 mois                          |                            | France (Bretagne)                                                                                         |
| Topaz                                                          | Oui       | Oui           | Non     | Groupe D : +1  | début octobre                                            | fin décembre                    | 1993                       | Strizovice, Tchéquie                                                                                      |
| Transparente blanche                                           | Non       | Oui           | Non     |                | Juillet                                                  | 10 jours                        |                            | Estonie                                                                                                   |
| Transparente de Bois-Guillaume                                 | Oui       | Oui           | Non     |                | Juillet août                                             | 1 mois                          | entre 1895 & 1923          | France (Normandie) Rouen                                                                                  |
| Transparente de Croncels                                       | Non       | Oui           | Non     |                | Fin août                                                 | Moins de deux mois              | 1869                       | France |
| Verdin d'automne                                               | Oui       | Non           | Non     |                |                                                          |                                 |                            | France |
| Verdin d'hiver                                                 | Non       | Oui           | Non     |                |                                                          |                                 |                            | France |
| Violette                                                       |           |               |         |                |                                                          |                                 |                            | France (Nord)                                                                                             |
| Vanda                                                          |           |               |         | Groupes C-D    |                                                          |                                 |                            | Strizovice, Tchéquie                                                                                      |
| William's Pride                                                |           |               |         |                |                                                          |                                 |                            | USA |
| Winston                                                        | Oui       |               |         |                |                                                          |                                 | 1920                       | Berkshire, Angleterre                                                                                     |